# Damernas turnering i beachvolleyboll vid olympiska sommarspelen 2012
Damernas turnering i beachvolleyboll vid olympiska sommarspelen 2012 spelas mellan 28 juli och 9 augusti 2012. Totalt deltar 24 par i turneringen. Paren delades upp i sex grupper om fyra lag i varje där de två främsta går vidare till slutspel. Utöver det går även de två främsta treorna vidare. De övriga treorna spelar ett playoff och även två vinnare från detta playoff kvalificerar sig till slutspel.

## Gruppspel

### Grupp A
| Plac. | Lag                                | Matcher | Poäng |
| ----- | ---------------------------------- | ------- | ----- |
| 1     | Larissa – Juliana (BRA)            | 3       | 6     |
| 2     | Holtwick – Semmler (GER)           | 3       | 5     |
| 3     | Hajeckova – Hana Klapalova (CZE)   | 3       | 4     |
| 4     | Li Yuk Lo – Natacha Rigobert (MRI) | 3       | 3     |

### Grupp B
| Plac. | Lag                          | Matcher | Poäng |
| ----- | ---------------------------- | ------- | ----- |
| 1     | Vasina – Vozakova (RUS)      | 3       | 5     |
| 2     | Xue – Zhang (CHN)            | 3       | 5     |
| 3     | Kuhn – Zumkehr (SUI)         | 3       | 4     |
| 4     | Arvaniti – Tsiartsiani (GRE) | 3       | 4     |

### Grupp C
| Plac. | Lag                         | Matcher | Poäng |
| ----- | --------------------------- | ------- | ----- |
| 1     | May-Treanor – Walsh (USA)   | 3       | 6     |
| 2     | Kolocová – Sluková (CZE)    | 3       | 5     |
| 3     | Schwaiger – Schwaiger (AUT) | 3       | 4     |
| 4     | Cook – Hinchley (AUS)       | 3       | 3     |

### Grupp D
| Plac. | Lag                         | Matcher | Poäng |
| ----- | --------------------------- | ------- | ----- |
| 1     | Kessy – Ross (USA)          | 3       | 6     |
| 2     | Baquerizo – Fernández (ESP) | 3       | 5     |
| 3     | Keizer – Iersel (NED)       | 3       | 4     |
| 4     | Gallay – Zonta (ARG)        | 3       | 3     |

### Grupp E
| Plac. | Lag                          | Matcher | Poäng |
| ----- | ---------------------------- | ------- | ----- |
| 1     | Maria – Talita (BRA)         | 3       | 6     |
| 2     | Goller – Ludwig (GER)        | 3       | 5     |
| 3     | Meppelink – van Gestel (NED) | 3       | 4     |
| 4     | Bawden – Palmer (AUS)        | 3       | 3     |

### Grupp F
| Plac. | Lag                        | Matcher | Poäng |
| ----- | -------------------------- | ------- | ----- |
| 1     | Cicolari – Menegatti (ITA) | 3       | 6     |
| 2     | Kohmyakova – Ukolova (RUS) | 3       | 5     |
| 3     | Dampney – Mullin (GBR)     | 3       | 4     |
| 4     | Lessard – Martin (CAN)     | 3       | 3     |

### Lucky Loser-matcher
| Spelare                          | Resultat | Spelare                      |
| -------------------------------- | -------- | ---------------------------- |
| Schwaiger – Schwaiger (AUT)      | 2–0      | Dampney – Mullin (GBR)       |
| Hajeckova – Hana Klapalova (CZE) | 0–2      | Meppelink – van Gestel (NED) |

## Slutspel
| Åttondelsfinaler | Åttondelsfinaler             | Åttondelsfinaler |  |  | Kvartsfinaler | Kvartsfinaler               | Kvartsfinaler |  |  | Semifinaler | Semifinaler               | Semifinaler |  |            | Final      | Final                     | Final |
|                  |                              |                  |  |  |               |                             |               |  |  |             |                           |             |  |            |            |                           |       |
|                  | Larissa – Juliana (BRA)      | 2                |  |  |               |                             |               |  |  |             |                           |             |  |            |            |                           |       |
|                  | Meppelink – van Gestel (NED) | 0                |  |  |               | Larissa – Juliana (BRA)     | 2             |  |  |             |                           |             |  |            |            |                           |       |
|                  | Goller – Ludwig (GER)        | 2                |  |  |               | Goller – Ludwig (GER)       | 0             |  |  |             |                           |             |  |            |            |                           |       |
|                  | Holtwick – Semmler (GER)     | 0                |  |  |               |                             |               |  |  |             | Larissa – Juliana (BRA)   | 1           |  |            |            |                           |       |
|                  | Maria – Talita (BRA)         | 1                |  |  |               |                             |               |  |  |             | Kessy – Ross (USA)        | 2           |  |            |            |                           |       |
|                  | Kolocová – Sluková (CZE)     | 2                |  |  |               | Kolocová – Sluková (CZE)    | 0             |  |  |             |                           |             |  |            |            |                           |       |
|                  | Kuhn – Zumkehr (SUI)         | 0                |  |  |               | Kessy – Ross (USA)          | 2             |  |  |             |                           |             |  |            |            |                           |       |
|                  | Kessy – Ross (USA)           | 2                |  |  |               |                             |               |  |  |             |                           |             |  |            |            | Kessy – Ross (USA)        | 0     |
|                  | May-Treanor – Walsh (USA)    | 2                |  |  |               |                             |               |  |  |             |                           |             |  |            |            | May-Treanor – Walsh (USA) | 2     |
|                  | Keizer – Iersel (NED)        | 0                |  |  |               | May-Treanor – Walsh (USA)   | 2             |  |  |             |                           |             |  |            |            |                           |       |
|                  | Baquerizo – Fernández (ESP)  | 0                |  |  |               | Cicolari – Menegatti (ITA)  | 0             |  |  |             |                           |             |  |            |            |                           |       |
|                  | Cicolari – Menegatti (ITA)   | 2                |  |  |               |                             |               |  |  |             | May-Treanor – Walsh (USA) | 2           |  |            |            |                           |       |
|                  | Schwaiger – Schwaiger (AUT)  | 2                |  |  |               |                             |               |  |  |             | Xue – Zhang (CHN)         | 0           |  |            |            |                           |       |
|                  | Vasina – Vozakova (RUS)      | 1                |  |  |               | Schwaiger – Schwaiger (AUT) | 0             |  |  |             |                           |             |  | Bronsmatch | Bronsmatch | Bronsmatch                |       |
|                  | Kohmyakova – Ukolova (RUS)   | 0                |  |  |               | Xue – Zhang (CHN)           | 2             |  |  |             |                           |             |  |            |            | Larissa – Juliana (BRA)   | 2     |
|                  | Xue – Zhang (CHN)            | 2                |  |  |               |                             |               |  |  |             |                           |             |  |            |            | Xue – Zhang (CHN)         | 1     |